# Treize-Vents
Treize-Vents è un comune francese di 1 145 abitanti situato nel dipartimento della Vandea nella regione dei Paesi della Loira.

## Società

### Evoluzione demografica
Abitanti censiti